# Stibaractis dioptis
Stibaractis dioptis là một loài bướm đêm trong họ Geometridae.